# 橋瑁
桥瑁（150年?—190年），字元偉。橋玄族子。小說《三國演義》中作「喬瑁」。

## 生平
先為兗州刺史，甚有威惠。東漢末年任東郡太守。曾參加了董卓討伐戰，後與劉岱不和，為其所殺。

### 号召讨董
《三國志·魏書·武帝紀》注引《英雄記》說：「東郡太守橋瑁詐作京師三公移書與州郡，陳（董）卓罪惡，云見逼迫，無以自救，企望義兵，解國患難。」但在羅貫中所著的《三國演義》中，將號召諸侯共討董卓寫成曹操所為。

## 《三國演義》中的橋瑁
第六回焚金闕董卓行兇 匿玉璽孫堅背約：「兗州太守劉岱，問東郡太守喬瑁借糧。瑁推辭不與，岱引軍突入瑁營，殺死喬瑁，盡降其眾。」

## 评价
- 应劭：「关东义兵先起于宋、韂之郊，东郡太守桥瑁负觽怙乱，陵蔑同盟，忿嫉同类，以殒厥命。陈留、济阴迎助，谓为离德，弃好即戎，吏民歼之。草妖之兴，岂不或信！」
- 王粲：「甚有威惠。」